# Бердичевский район
Берди́чевский райо́н (укр. Бердичівський район) — административная единица на юге Житомирской области Украины. Административный центр — город Бердичев.

## География
Район расположен в южной части Житомирской области, в лесостепной зоне. Климат умеренно-континентальный.
Граничит на севере с Житомирским районом Житомирской области, на юге — с Хмельникским и Винницким районами Винницкой области, на востоке — с Белоцерковским районом Киевской области.
Площадь лесонасаждений составляет более 10 тыс. га.
Основные реки — Гнилопять.

## История
Район был создан в апреле 1923 года в составе Бердичевского округа. В начале 1930 года округа на Украине ликвидировались, Бердичевский район упраздняется. В феврале 1932 года создана Винницкая область, в состав которой входил Бердичевский район. С сентября 1937 года он является частью созданной тогда же Житомирской области. В середине 1970-х годов в состав района входил и Чудновский район.
17 июля 2020 года в результате административно-территориальной реформы район был укрупнён, в его состав вошли территории:
- Бердичевского района,
- Андрушёвского района (кроме северной части: Волицкая сельская община передана в Житомирский район),
- Ружинского района,
- частично Чудновского района (южная часть: пгт Иванополь, включённый в Краснопольскую сельскую общину),
- а также города областного значения Бердичев.

## Население
Численность населения района в укрупнённых границах — 163,6 тыс. человек.
Численность населения района в границах до 17 июля 2020 года по состоянию на 1 января 2020 года — 27 587 человек, из них городского населения — 4 181 человек (пгт Гришковцы), сельского — 23 406 человек.

## Административное устройство
Район в укрупнённых границах с 17 июля 2020 года делится на 10 территориальных общин (громад), в том числе 2 городские, 3 поселковые и 5 сельских общин (в скобках — их административные центры):
- Городские:
  - Бердичевская городская община (город Бердичев),
  - Андрушёвская городская община (город Андрушёвка);
- Поселковые:
  - Гришковецкая поселковая община (пгт Гришковцы),
  - Ружинская поселковая община (пгт Ружин),
  - Червоненская поселковая община (пгт Червоное);
- Сельские:
  - Вчерайшенская сельская община (село Вчерайше),
  - Краснопольская сельская община (село Краснополь),
  - Райгородокская сельская община (село Райгородок),
  - Семёновская сельская община (село Семёновка),
  - Швайковская сельская община (село Швайковка).

### История деления района
Количество местных советов (рад) в старых границах района до 17 июля 2020 года:
- 1 поселковый совет,
- 29 сельских советов.

Всего в старых границах района до 17 июля 2020 года — 62 населённых пункта.

## Культура
В районе действует 180 любительских коллективов, 46 библиотек, 49 клубных учреждений.
Стало традиционным проведение праздников, обзоров, конкурсов народного творчества. Основным центром культуры района является районный дом творчества.
В с. Скраглёвка действуют оздоровительные лагеря «Березовий Гай» и «Соколятко».
В с. Терехово находится музей классика английской литературы Джозефа Конрада.
К услугам населения центральная больница, поликлиника, 14 врачебных амбулаторий, 36 фельдшерско-акушерских пунктов, 8 аптек.

## Известные люди
- Михайлюк, Александра Тимофеевна — Герой Социалистического Труда.